# Émile Cartailhac
Émile Cartailhac (Marsella, 15 de febrero de 1845-Ginebra, 26 de noviembre de 1921) fue un arqueólogo francés.

## Biografía
Nació en Marsella y estudió la carrera de Derecho, a pesar de sentirse atraído desde joven por la prehistoria. Enseñó arqueología en Toulouse. En 1867 se le encargó la sección de Prehistoria de la Exposición Universal de París.
Al igual que el también prestigioso arqueólogo Gabriel de Mortillet y el prehistoriador Édouard Harlé, puso en duda la autenticidad de los descubrimientos de arte rupestre paleolítico en la cueva de Altamira, en Cantabria (España), en 1879, y rectificó públicamente con el artículo La grotte d’Altamira, Espagne. "Mea culpa" d’un sceptique en 1902, después de que se encontraran en Francia otros restos artísticos del Paleolítico.

## Obra
- Cartailhac, E. (1902). «La grotte d'Altamira, Espagne. Mea culpa d'un sceptique». L'Anthropologie (en francés). tome 13: 348-354.
Existe una traducción al español comentada en:

González Morales, Manuel R.; Moro Abadía, Óscar (2002). «1902: El reconocimiento del arte rupestre paleolítico».  En Torres, Juana, ed. Historica et philologica: In honorem José María Robles. Ed. Universidad de Cantabria. pp. 211-228. ISBN 9788481023084. Consultado el 22 de julio de 2011. La versión online se encuentra limitada a una vista parcial.
y una traducción al español en:

Cartailhac, Émile (1985, original 1902). «Las cavernas decoradas con dibujos: La caverna de Altamira, España. "Mea culpa" de un escéptico» [Bonjour]. Traducción de Carmelo Fernández Ibáñez y María José Márquez. Sautuola (Instituto de Prehistoria y Arqueología Sautuola) (4): 375-380. ISSN 1133-2166.
- La Caverne d'Altamira à Santillane près Santander (en francés). Monaco: Imprimiere de Monaco. 1906. Resumen divulgativo. El resumen divulgativo incluye algunas páginas del original.
- {{cita publicación

Autor: Émile Cartailhac
Titulo: Ages préhistoriques de l'Espagne et du Portugal (avec quatre cent cinquante gravures et quatre planches)
Año: 1886
Publicación: París, C.H. Reinwald, Libraire
Páginas: 347
Idioma: francés